# Neufelden
Neufelden ist eine Marktgemeinde in Oberösterreich im Bezirk Rohrbach im oberen Mühlviertel mit 1205 Einwohnern (Stand 1. Jänner 2024).
Der zuständige Gerichtsbezirk ist Rohrbach in Oberösterreich.

## Geografie

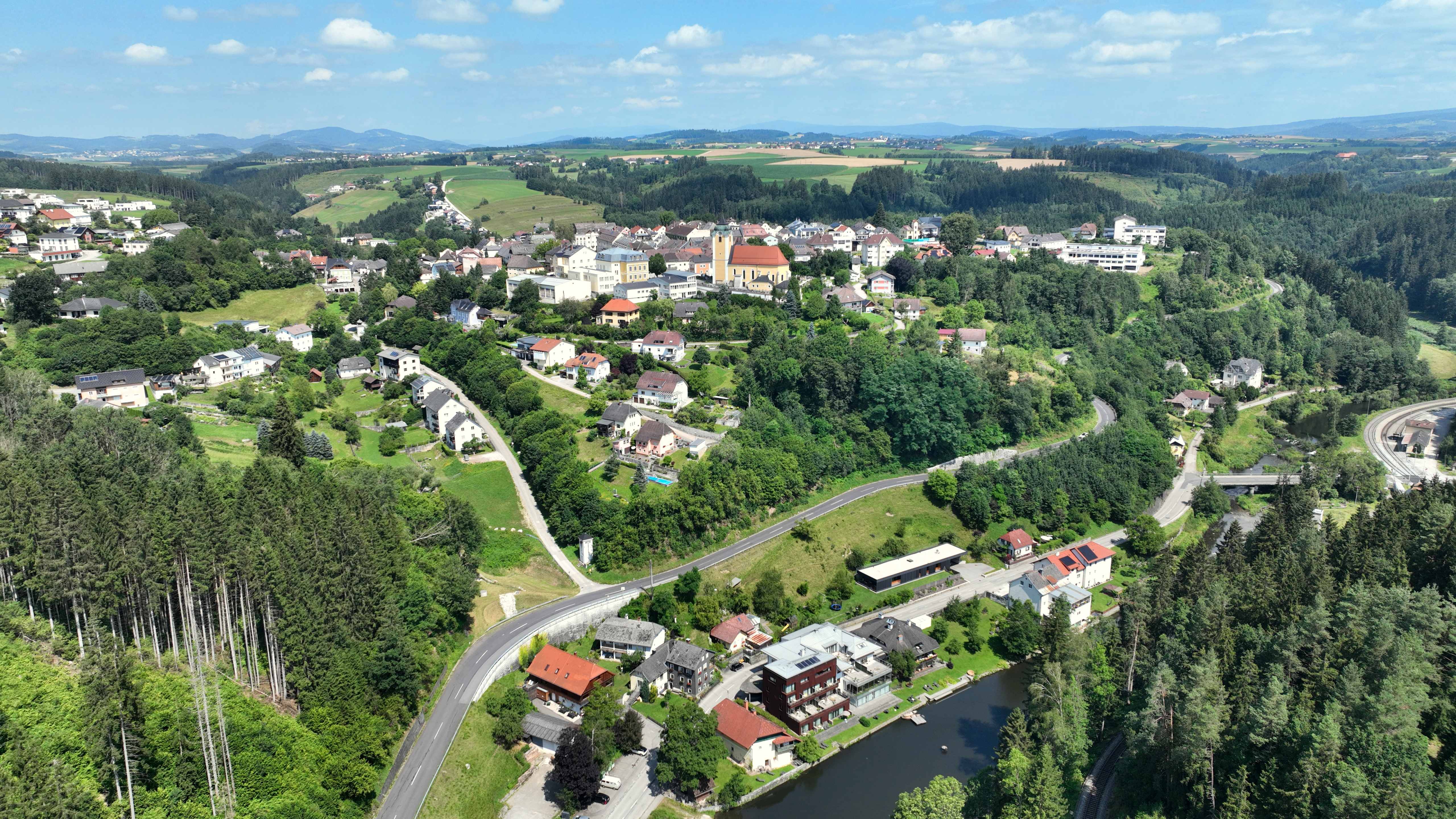
Südansicht von Neufelden

Neufelden liegt auf 517 Meter Höhe im oberen Mühlviertel. Die Ausdehnung beträgt von Nord nach Süd 5,8 und von West nach Ost 3,8 Kilometer. Die Gesamtfläche umfasst 9,81 Quadratkilometer. 24 Prozent der Fläche sind bewaldet und 61 Prozent werden landwirtschaftlich genutzt.
Das Gemeindegebiet umfasst folgende Ortschaften (in Klammern Einwohnerzahl Stand 1. Jänner 2024):
- Langhalsen (23)
- Neufelden (896)
- Plankenberg (20)
- Pürnstein (156)
- Steinbruch (93)
- Unternberg (17)

### Nachbargemeinden
|             | Arnreit                                     | Auberg                    |
| Altenfelden | Kompassrose, die auf Nachbargemeinden zeigt | Sankt Peter am Wimberg    |
|             | Kleinzell im Mühlkreis                      | Sankt Ulrich im Mühlkreis |

## Geschichte

### Gründung
Der Ort wurde um 1200 von den Herren von Griesbach gegründet und lag ursprünglich im Ostteil des Herzogtums Bayern. Im Jahr 1217 wird der Ort als Velden zum ersten Mal urkundlich erwähnt. In einer Urkunde des Bischofs Ulrich von Passau wurde eine Lehensangelegenheit geregelt und Neufelden fiel in den Besitz des Hochstifts Passau:
```
… Castrum Griezbach et forum Velden utrumque uidelicet cum suis pertinentiis secundum adtestacionem testium …
[
3
]

… Schloss Griesbach und der Markt Neufelden, beide nämlich mit ihren Besitzungen gemäß dem Zeugnis der Zeugen ...”
```

Nach dem Aussterben der Griesbacher 1220 wird der Markt Zentrum der Passauer Herrschaft Velden und erhält die Hochgerichtsbarkeit.

### Landgericht Velden
Ab 1220 wurde der Ort von Passauer Pflegern verwaltet. Um 1300 sind die Kapeller als Pfleger bezeugt, 1347–1354 Chunrat von Tannberg. 1393–1503 waren mehrfach die Herleinsberger Pfleger von Velden. Danach wurde das Pfleggericht zunächst nach Tannberg und ab 1528 nach Marsbach verlegt.
Das Gebiet der Gerichtshoheit erstreckte sich von der Donau entlang der Großen Mühl bis gegen Schlägl. Westlich bildete die Ranna die Grenze. Die Richtstätte befand sich am auch heute noch so bezeichneten Galgenberg. Die Verpflichtung zur Errichtung des Galgens hatte der jeweilige Besitzer der Bruckmühle, und auf dem Feichtnerhofe zu Bairach haftete die Pflicht, „die Leiter zu Gericht zu führen“. Der Schinderkarren, mit dem die Delinquenten noch im 19. Jahrhundert zur Richtstätte geführt wurden, ist im Original erhalten. Die an der Straße zum Galgenberg stehende Kapelle, bei welcher die Verurteilten ihre letzte Andacht verrichten durften, heißt heute noch Arme-Sünder-Kapelle.

### Salzhandel
Obwohl Neufelden 1266 im Zuge eines Bayerneinfalls zerstört wurde, erholte sich der Ort durch seine Lage an einer wichtigen Handelsstraße dem von der Donau nach Böhmen schnell. Neufelden lag zugleich am östlichsten Seitenweg des Goldenen Steiges als auch an der westlichsten Alternativroute des Linzer Steigs. Im Jahr 1311 verlieh Bischof Wernhard von Passau dem Ort das Stapelrecht für Salz. Waren, die durch Velden transportiert wurden, mussten für einige Tage abgelegt und zum Verkauf angeboten werden. Velden durfte eine bestimmte Menge Salz zoll- und mautfrei aus Passau beziehen, und die Bürger in Velden sollten dieselben Rechte wie die Bürger in Passau haben.
Die Neufeldner handelten hauptsächlich mit Salz aus Hallein und Reichenhall, das von Passau mit Schiffen donauabwärts zur Mündung der Kleinen Mühl transportiert wurde, wo die Neufeldner die nötigen Lagerräume und Unterkunftsschuppen einrichteten. Im Lauf der Zeit entwickelte sich dort die Ortschaft Obermühl.
Im Jahr 1662 kam es wegen des Salzhandels und der in Neufelden zu entrichtenden Straßenmaut zum Streit zwischen Neufelden und Rohrbach, was sogar zu verschiedenen Ausschreitungen und Übergriffen führte. Die sieben Märkte Rohrbach, Haslach, Aigen, Sarleinsbach, Hofkirchen, Putzleinsdorf und Lembach verbündeten sich und sandten eine gemeinsame Beschwerdeschrift an die Landeshauptmannschaft. Der Mautstreit wurde schließlich zu Gunsten der sieben Märkte entschieden. Die Maut in Neufelden wurde aber erst 1776 endgültig aufgehoben.
Die Salzgasse in Neufelden erinnert noch an den einstigen wichtigen Wirtschaftszweig.

### Weitere Geschichte
1374–1383 wurde Neufelden an die Schaunberger verpfändet. 1595–1597 wurde der Markt im Zuge der Bauernaufstände schwer in Mitleidenschaft gezogen. Beim Marktbrand 1615 fielen die Schriften über die verliehenen Privilegien dem Feuer zum Opfer, aber Kaiser Ferdinand II. bestätigte mit dem Privilegienbrief vom 11. Dezember 1631 dem Markt die alten Freiheiten, unter anderem den Jahrmarkt am 1. Mai und zu Martini, die Pirsch im Burggeding und Feuchtenbachwald und das bürgerliche Braurecht. Ab 1627 war der Markt der Passauer Herrschaft Pürnstein unterstellt.
Im 18. Jahrhundert florierte der Ort besonders durch den Leinenhandel. Campmiller, Peßler und Stölzl sind die Namen der wohlhabenden und angesehenen Leinhändlerfamilien, die mit dem damaligen Aufschwung des Marktes untrennbar verbunden sind. Die Familie Campmiller erbaute Schloss und Kirche in Langhalsen und stand auch im kaiserlichen Dienst. Johann Stölzl war ein großer Wohltäter des Marktes, der auch das Bürgerspital neu herstellen und vergrößern ließ.
Im November 1805 wurde Neufelden im Zuge der Napoleonischen Kriege von französischen Truppen besetzt und durch außerordentliche Quartierlasten stark geschädigt. Durch die langjährigen Kriege war der Leinwandhandel lahmgelegt und die früheren reichen Absatzgebiete gingen verloren. Zu diesem wirtschaftlichen Tiefstand kam auch noch das Brandunglück von 1830, dem die Häuserreihen zwischen Marktplatz und Kirchengasse samt Kirche zum Opfer fielen. Mitte des 19. Jahrhunderts versuchten die Neufeldner Ersatz für die verloren gegangene Leinenindustrie zu schaffen. Seidenraupenzucht und Indigo-Erzeugung bewährten sich nicht, aber die Einführung der Hopfenkultur war von Erfolg gekrönt. Ein eifriger Förderer des Hopfenbaus war der Gutsbesitzer Johann Paul Löffler, der den Hopfen für seine Brauerei in Langhalsen verwendete und mit seinen guten Bieren das Misstrauen der anderen Brauereien gegen den hiesigen Hopfen zerstreute. Neufelden wurde zum Haupthandelsplatz für den oberösterreichischen Hopfen, der auch nach Bayern, Böhmen und sogar nach England exportiert wurde. 1864 wurde in Neufelden die erste Hopfendarre Oberösterreichs erbaut. Die Blüte des Mühlviertler Hopfenbaus dauerte bis zum Ersten Weltkrieg.
1923 wurden Edelsitz und Dorf Langhalsen für die Errichtung eines Stausees geopfert. Vom rechten Mühlufer wurde ein 8 Kilometer langer Stollen in Richtung Speicherkraftwerk Partenstein, dem ersten Großkraftwerk Österreichs, getrieben.
Verheerende Brände verwüsteten den Markt Neufelden in den Jahren 1931 und 1937. Im Frühjahr 1931 brannten die zwei Häuserreihen zwischen Kirchengasse und Marktplatz. Im April 1937 wurden die Häuser Nr. 11 bis 22 ein Raub der Flammen.
Im Herbst 1938 wurde die bis dahin eigenständige Gemeinde Pürnstein nach Neufelden eingemeindet. Am 2. Mai 1945 erreichten amerikanische Truppen den Markt von Nordwesten her. Das Mühlviertel war dann bis 1955 allerdings russische Besatzungszone.

## Bevölkerung

### Bevölkerungsstruktur
2013 lebten in der Gemeinde Neufelden 1.287 Menschen, womit Neufelden im Mittelfeld der 42 Gemeinden des Bezirks lag. Bezogen auf die Bevölkerungsdichte wies Neufelden mit 131 Einwohnern pro km² die vierthöchste Besiedelungsdichte im Bezirksgebiet auf. Ende 2001 waren 93,0 Prozent der Bevölkerung österreichische Staatsbürger (Oberösterreich 92,8 Prozent, Bezirk Rohrbach 96,9 Prozent), bis zum Jahresbeginn 2013 sank der Wert auf 90,3 Prozent (Oberösterreich 91,1 Prozent, Bezirk Rohrbach 96,9 Prozent) an. Insgesamt wurden 2013 in der Gemeinde 125 Ausländer gezählt, die zu drei Viertel aus Europa stammten. Der Anteil der EU-Ausländer war dabei gering, vielmehr kam der überwiegende Teil der Ausländer aus dem ehemaligen Jugoslawien (38 Prozent), Asien ohne der Türkei (24 Prozent) bzw. anderen europäischen Staaten (19 Prozent). Insgesamt lebten in Neufelden 2013 164 Menschen mit einem ausländischen Geburtsland. Zur römisch-katholischen Kirche bekannten sich 2001 94,3 Prozent der Einwohner (Oberösterreich: 88,6 Prozent), 2,3 Prozent waren ohne Bekenntnis, 6,0 Prozent islamischen Glaubens, 1,0 Prozent orthodox und 0,8 Prozent evangelisch.
Der Altersdurchschnitt der Gemeindebevölkerung lag 2001 etwas unter dem Landesdurchschnitt. 20,9 Prozent der Einwohner von Neufelden waren jünger als 15 Jahre (Oberösterreich: 18,8 Prozent), 58,9 Prozent zwischen 15 und 59 Jahre alt (Oberösterreich: 61,6 Prozent). Der Anteil der Einwohner über 59 Jahre lag mit 20,1 Prozent knapp unter dem Landesdurchschnitt von 20,2 Prozent. Der Altersdurchschnitt der Bevölkerung von Neufelden veränderte sich in der Folge in allen Segment. Der Anteil der unter 15-Jährigen sank per 1. Jänner 2013 auf 17,0 Prozent, während sich der Anteil der Menschen zwischen 15 und 59 Jahren auf 65,3 Prozent deutlich erhöhte. Der Anteil der über 59-Jährigen sank hingegen auf 17,7 Prozent. Nach dem Familienstand waren 2001 46,7 Prozent der Einwohner von Neufelden ledig, 43,8 Prozent verheiratet, 6,1 Prozent verwitwet und 3,4 Prozent geschieden.

### Bevölkerungsentwicklung
Das heutige Gemeindegebiet von Neufelden weist eine vergleichsweise geringe Schwankung seiner Bevölkerung auf. So bewegte sich die Einwohnerzahl zwischen 1869 und 2013 immer in einem vergleichsweise schmalen Band von rund 1.000 bis 1.300 Einwohnern. Zwischen dem späten 19. Jahrhundert und der Zwischenkriegszeit schwankte die Einwohnerzahl zunächst zwischen rund 1.100 und 1.300 Einwohnern, wobei in dieser Zeit kein klarer Trend abzulesen ist. Erst ab 1923 begann die Einwohnerzahl vergleichsweise stark zu sinken, wobei 1961 mit einer Einwohnerzahl von 1.031 Menschen die absolut niedrigste Einwohnerzahl erreicht war. Danach begann die Einwohnerzahl langsam aber kontinuierlich zu steigen. Zuletzt wurde Anfang 2005 mit 1.352 Einwohnern ein neuer Höchststand verzeichnet, seitdem ging die Einwohnerzahl bis 2013 wieder auf 1.287 Personen zurück, womit der Bevölkerungsstand nur knapp über dem Wert von 1880 lag. Die Einwohnerentwicklung verlief in Neufelden dabei nahezu analog zum Gebiet des Bezirks Rohrbach, war jedoch weit schwächer als jene des Bundeslandes Oberösterreich. Neufelden wies in den 1970er und 1980er Jahren einen leichten bis stärkeren Geburtenüberschuss sowie eine leichte Zuwanderung auf, bevor die Abwanderung in den 1990er Jahren massiv zunahm. Die Abwanderung konnte in diesem Jahrzehnt jedoch noch durch den Geburtenüberschuss ausgeglichen werden. Nachdem es Anfang des 21. Jahrhunderts kurzfristig zu einer Zuwanderung gekommen war, weist die Gemeinde seit 2004 jährlich überwiegend ein starkes Wanderungsminus auf, das auch durch den leichten Geburtenüberschuss nicht ausgeglichen werden kann.

## Kultur und Sehenswürdigkeiten

### Bauwerke

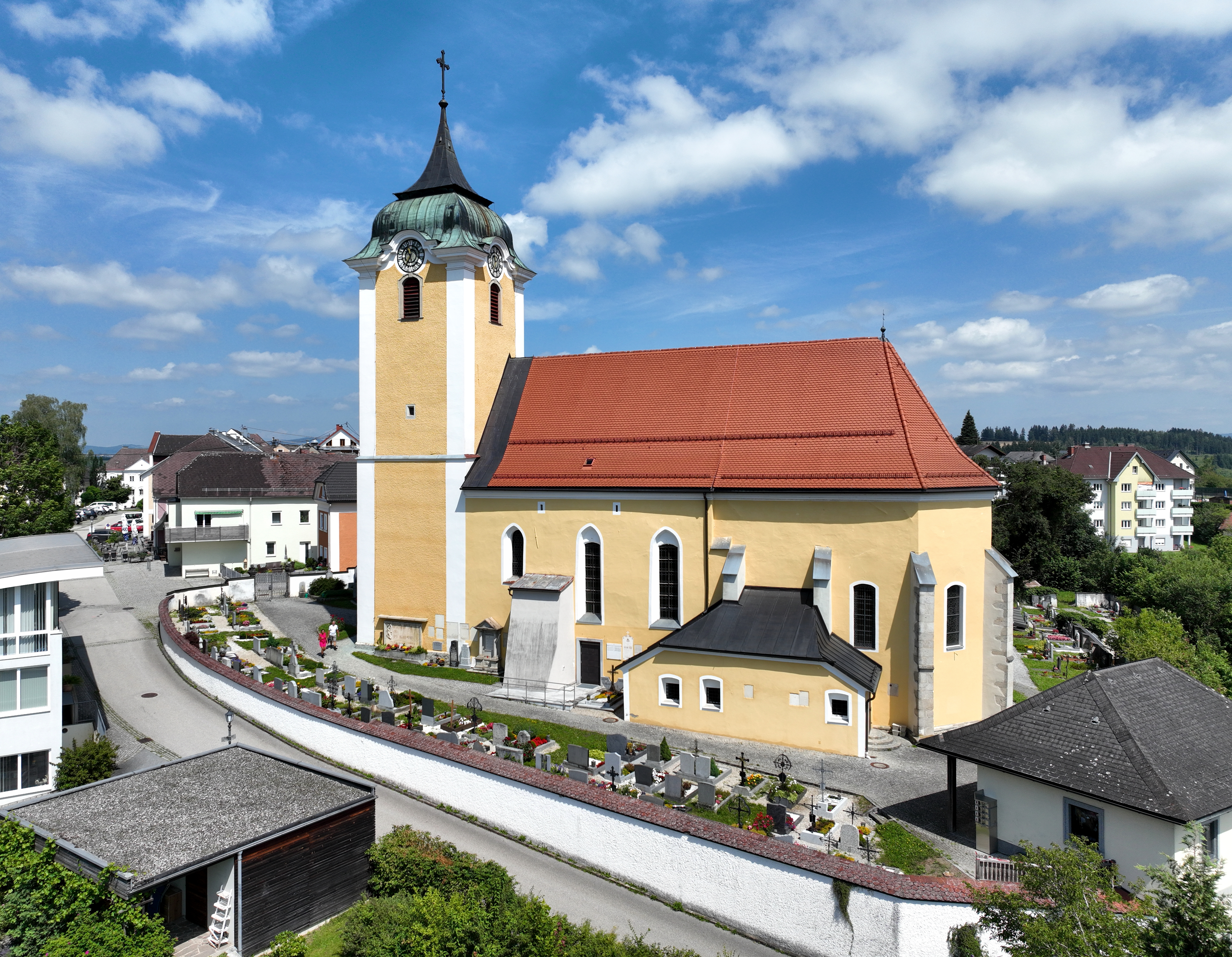
Pfarrkirche Hll. Philippus und Jakobus

- Katholische Pfarrkirche Neufelden Hll. Philippus und Jakobus
- Heimathaus: In der alten Fronfeste befindet sich seit 1989 das Heimathaus von Neufelden. An die 1.200 Exponate sind auf einer Fläche von etwa 250 m² ausgestellt. Der Schwerpunkt liegt auf handwerklichen und bäuerlichen Gebrauchsgegenständen.[14]
- Burg Pürnstein: Die Burg besteht seit 1010 und war Passauer Lehen. 1866 brannte sie ab, seit 1958 wird sie renoviert.
- Burg Blankenberg: um 1000 errichtet, einige meterlange Mauern erhalten
- Schloss Velden
- Speicherkraftwerk Partenstein mit Stausee Langhalsen: das erste Großkraftwerk Österreichs, errichtet 1919/1924

### Regelmäßige Veranstaltungen
- Christkindlmarkt: Am Samstag vor dem dritten Adventsonntag findet jährlich der Christkindlmarkt in der Kirchengasse statt.
- Fischmarkt: Am 31. Dezember findet jährlich der traditionelle Fischmarkt statt. Im Ortsteil Unternberg bieten beim alten Lagerhaus rund 60 Mitglieder des Fischereivereins circa 3.500 Fische an.
- Musiksommer: Der Musiksommer bietet zahlreiche Orgelkonzerte in der Kirche St. Anna im Ortsteil Steinbruch

## Wirtschaft und Infrastruktur

### Arbeitsstätten und Beschäftigte
In Neufelden besteht mit der Neufeldner BioBrauerei ein traditionsreicher Betrieb, der auf das Jahr 1523 zurückgeht. Außerdem ist die Gemeinde Sitz der Firma Biohort, eines Herstellers von Garten- und Gerätehäusern. Neufelden beherbergte 2001 sechs Betriebe mit 20 oder mehr Beschäftigten. Insgesamt ergab die im Rahmen der Volkszählung durchgeführte Arbeitsstättenzählung 80 Arbeitsstätten mit 525 Beschäftigten (ohne Landwirtschaft), wobei 87 Prozent unselbständig Beschäftigte waren. Die Anzahl der Arbeitsstätten war dabei gegenüber dem Jahr 1991 um 11 (plus 16 Prozent) gestiegen, die Anzahl der Beschäftigten sogar um 157 Person (plus 43 Prozent). Wichtigster Wirtschaftszweig war 2001 der Bereich des Unterrichtswesen mit sechs Arbeitsstätten und 130 Beschäftigten (25 Prozent aller Beschäftigten) vor der Sachgütererzeugung mit neun Arbeitsstätten und 99 Beschäftigten (19 Prozent) und dem Bauwesen mit fünf Arbeitsstätten und 57 Beschäftigten (11 Prozent). Weitere wichtige Branchen waren das Beherbergungs- und Gaststättenwesen, der Handel und das Verkehrswesen. 52 Prozent der in Neufelden Beschäftigten waren Angestellte oder Beamte, 31 Prozent Arbeiter und 11 Prozent Betriebsinhaber.
Von den in Neufelden 2010 lebenden 629 Erwerbspersonen waren nur 3,2 Prozent arbeitslos. Von den 609 Erwerbstätigen waren 119 in der Sachgütererzeugung (20 Prozent), 67 im Handel (11 Prozent) und 64 im Unterrichtswesen (11 Prozent) beschäftigt. Weitere wichtige Branchen waren das Gesundheits- und Sozialwesen mit 10 Prozent, freiberufliche und technische Dienstleistungen mit 7 Prozent und der Beherbergungs- und Gastronomiesektor mit 6 Prozent der Erwerbstätigen. In der Land- und Forstwirtschaft arbeitenden nur noch 5 Prozent der Erwerbstätigen. Von den 599 Erwerbstätigen aus Neufelden (ohne temporär von der Arbeit abwesende Personen erwerbstätigen Einwohnern) gingen 2010 190 Personen in Neufelden ihrer Beschäftigung nach. 399 bzw. 67 Prozent mussten zur Arbeit auspendeln. Von den Auspendlern hatten 39 Prozent ihre Arbeitsstätte im Bezirk Rohrbach und 37 Prozent in Linz. Wichtigste Auspendlergemeinden neben Linz war vor allem die Bezirkshauptstadt Rohrbach. Im Gegenzug pendelten 494 Menschen nach Neufelden ein, wobei 77 Prozent aus dem Bezirk Rohrbach stammten. Als Herkunftsgemeinden der Einpendler dominierte die Gemeinde Altenfelden vor Kleinzell im Mühlkreis, St. Peter am Wimberg, St. Martin im Mühlkreis und St. Ulrich im Mühlkreis.

### Verkehr und Infrastruktur

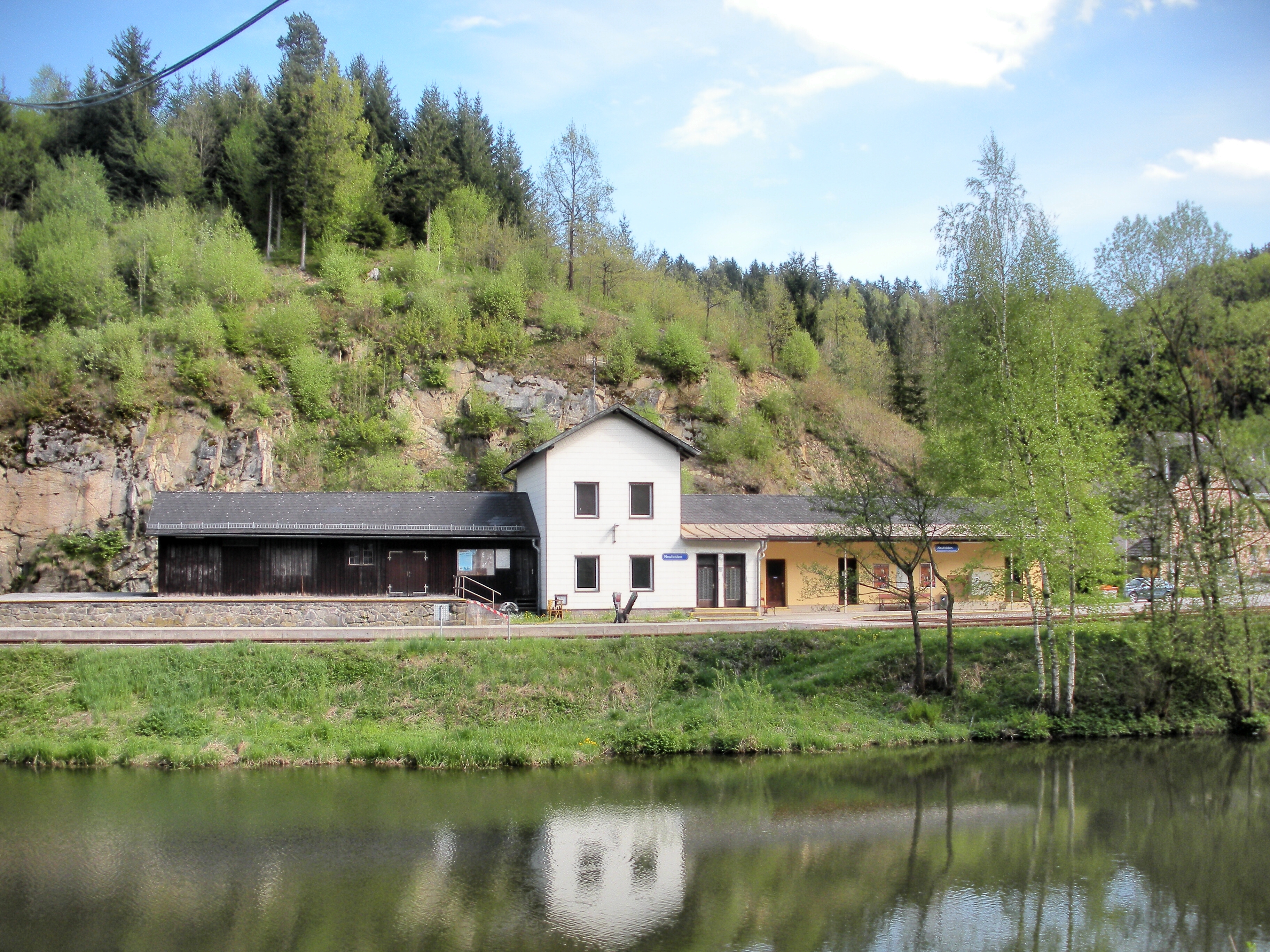
Bahnhof von Neufelden, im Vordergrund die Große Mühl

Mittels der Rohrbacher Straße (B 127), die im äußersten Westen durch das Gemeindegebiet verläuft, ist Neufelden an das überregionale Verkehrsnetz angeschlossen. Das westliche Gemeindegebiet ist zudem durch die Neufeldener Bezirksstraße (L 1518) erschlossen, die bei Altenfelden von der Rohrbacher Straße nach Osten abzweigt, durch den Markt Neufelden verläuft und in der Folge weiter in die Gemeinde Kleinzell im Mühlkreis führt. Durch das östliche Gemeindegebiet führt die Blankenberger Straße (L 1521). Sie führt vom Ortsteil Unternberg über Plankenberg und Steinbruch bis in die Nachbargemeinde St. Peter am Wimberg. An das öffentliche Verkehrsnetz ist die Gemeinde durch Bus- und Bahnverbindungen angeschlossen. Im Ortsteil Plankenberg befindet sich im Tal der Mühl der Bahnhof Neufelden der Mühlkreisbahn, über den Neufelden an die Landeshauptstadt Linz angeschlossen ist. Zudem verkehrt die Buslinie 230 von Linz über Neufelden bis in die Bezirkshauptstadt Rohrbach.
Die Marktgemeinde ist Mitglied der Fernwasserversorgung Mühlviertel, wobei das gesamte abgegebene Wasser von diesem Verband bezogen wird. Ende 2009 waren 83,5 % der Einwohner an die öffentliche Wasserversorgung angeschlossen. Bezüglich der Abwasserbeseitigung betreibt die Marktgemeinde seit 1987 eine eigene Kläranlage, die 2005 um rund 1,6 Millionen Euro saniert wurde und für 2.500 Einwohner konzipiert ist. Auf Grund der topographischen Gegebenheiten müssen zudem zehn Pumpwerke zur Abwasserentsorgung betrieben werden. In geringem Umfang werden auch Abwässer aus den Gemeinden Altenfelden, Kleinzell im Mühlkreis und St. Ulrich im Mühlkreis in die Neufeldener Kläranlage geführt. Die Restmüllabfuhr und die Bio-Abfuhr wurde mit Beginn des Jahres 2004 an den Bezirksabfallverband Rohrbach übertragen, der die Abfallabfuhr organisiert und durchführt. Das nächstgelegene Altstoffsammelzentrum sowie eine von einem Landwirt betriebene Kompostieranlage befinden sich in Altenfelden.

### Bildung
Neufelden verfügt im Pflichtschulbereich über eine Volksschule, eine Mittelschule und eine Polytechnische Schule. Im Bereich der höheren Schulen gibt es in Neufelden eine Höhere Technische Bundeslehranstalt mit den Ausbildungsschwerpunkten Maschinenbau-Automatisierungstechnik und Wirtschaftsingenieurwesen-Betriebsinformatik. Eine Landesmusikschule ergänzt weiters das Bildungsangebot. Der Gemeindekindergarten wurde bis Ende des Kindergartenjahres 2008/2009 zweigruppig geführt und befindet sich Gebäude der Volksschule. Mit Beginn des Kindergartenjahres 2009/2010 wurde eine dritte Gruppe im Sparkassengebäude eingerichtet.
- HTL Neufelden

## Politik

### Gemeinderat
Der Gemeinderat als oberstes Gremium der Gemeinde umfasst 19 Sitze und wird alle sechs Jahre im Zuge oberösterreichweiter Gemeinderatswahlen gewählt. Der Gemeindevorstand setzt sich aus fünf Mitgliedern zusammen, wobei die Österreichische Volkspartei (ÖVP) nach der Gemeinderatswahl 2009 mit dem Bürgermeister, der Vizebürgermeisterin und zwei weiteren Mitgliedern im Gemeindevorstand vertreten ist und damit in diesem Gremium die absolute Mehrheit stellt. Die Sozialdemokratische Partei Österreichs (SPÖ) entsendet ein weiteres Mitglied.
Stärkste Fraktion im Gemeinderat von Neufelden ist seit jeher die ÖVP, die in der Zeit ab 1973 immer die absolute Stimmen- und Mandatsmehrheit erreichte und zeitweise sogar über eine Zweidrittelmehrheit verfügte. Die ÖVP erreichte dabei in diesem Zeitraum zwischen 58,7 und 67,3 Prozent, wobei sie ihr bestes Ergebnis seit 1973 bei der Wahl 1985 und ihr schlechtestes Ergebnis 2003 einfuhr. Zweitstärkste Partei im Gemeinderat von Neufelden war meist die SPÖ, die seit 1973 Wahlergebnisse zwischen 20,9 Prozent (1997) und 29,7 (2003) Prozent erreichen konnte. Auch die Freiheitliche Partei Österreichs (FPÖ) trat in der Zeit seit 1973 bei der Gemeinderatswahl an und konnte Ergebnisse zwischen 5,0 und 13,3 Prozent für sich verbuchen, wobei sie immer über maximal zwei Mandate verfügte. Ihr bestes Ergebnis erreichte die FPÖ im Jahr 1997. Weiters kandidierten 2003 die Grünen. Sie konnten zwar auf Anhieb 6,6 Prozent und ein Mandat erreichen, traten 2009 jedoch nicht mehr an.
- Mit den Gemeinderats- und Bürgermeisterwahlen in Oberösterreich 1997 hatte der Gemeinderat folgende Verteilung: 13 ÖVP, 4 SPÖ und 2 FPÖ.[22]

- Mit den Gemeinderats- und Bürgermeisterwahlen in Oberösterreich 2003 hatte der Gemeinderat folgende Verteilung: 11 ÖVP, 6 SPÖ 1 GRÜNE und 1 FPÖ.[23]

- Mit den Gemeinderats- und Bürgermeisterwahlen in Oberösterreich 2009 hatte der Gemeinderat folgende Verteilung: 13 ÖVP, 4 SPÖ und 2 FPÖ.[24]

- Mit den Gemeinderats- und Bürgermeisterwahlen in Oberösterreich 2015 hatte der Gemeinderat folgende Verteilung: 13 ÖVP, 3 SPÖ und 3 FPÖ.[25]

- Mit den Gemeinderats- und Bürgermeisterwahlen in Oberösterreich 2021 hat der Gemeinderat folgende Verteilung: 7 ÖVP, 4 GRÜNE, 1 FPÖ und 1 SPÖ.[26]

### Bürgermeister
Der Bürgermeister wird seit 1997 in einer Direktwahl bestimmt, wobei es bei keiner absoluten Mehrheit für einen Kandidaten zu einer Stichwahl kommt. Die erste Bürgermeisterdirektwahl konnte der ÖVP Kandidat Gerald Plank mit 89,4 Prozent ohne Gegenkandidaten für sich entscheiden. 2003 trat der jetzige Bürgermeister Hubert Hartl (ÖVP) erstmals an und konnte sich mit 67,3 Prozent gegen den SPÖ-Kandidaten durchsetzen. 2009 wurde Hartl mit 64,5 Prozent im Amt bestätigt, 2015 mit 73,6 Prozent.
2021 wurde Peter Johannes Rachinger mit 86 Prozent als einziger Kandidat zum Bürgermeister gewählt.

### Sonstige Wahlen
Wie bei Gemeinderatswahlen dominiert die ÖVP auch bei Landtagswahlen in der Gemeinde, wenngleich die Dominanz der Volkspartei etwas zurückgegangen ist. Dennoch konnte die ÖVP im Zeitraum ab 1973 immer stimmenstärkste Partei werden, vor 1991 verfügte sie teilweise sogar über eine Zweidrittelmehrheit. Ihr bestes Ergebnis erreichte die ÖVP zwischen 1973 und 2009 im Jahr 1985 mit 69,2 Prozent, seitdem verlor sie nahezu sukzessive an Stimmenanteilen, wobei sie 2003 mit 53,5 Prozent ihr bisher niedrigstes Ergebnis einfuhr. Zweitstärkste Partei war bei Landtagswahlen immer die SPÖ, die Wahlergebnisse zwischen 16,2 und 29,4 Prozent für sich verbuchen konnte. Ihr bestes Ergebnis hatte die SPÖ dabei 2003, ihr schlechtestes 1997. Drittstärkste Partei war bis 1997 die FPÖ, die im Zeitraum ab 1973 zwischen 2,8 und 15,1 Prozent erzielte. Ihr bestes Ergebnis hatte die FPÖ dabei 1997. 2003 wurde die FPÖ jedoch von den Grünen als drittstärkste Partei bei Landtagswahlen abgelöst. Bei der letzten Landtagswahl 2009 kam die ÖVP mit 55,7 Prozent auf den ersten Platz. Die SPÖ kam nur noch auf 16,8 Prozent und musste damit mehr als 10 Prozent ihrer Stimmenanteile abgeben. Die FPÖ wurde von den Grünen geschlagen, die mit 12,5 Prozent ihr bestes Ergebnis erreichte. Die FPÖ kam auf 11,1 Prozent.

### Wappen
Blasonierung: Schräglinks geteilt; oben in Silber ein roter, silbern gewaffneter, wachsender Wolf mit einem goldenen Ährenbündel in den Pfoten; unten in Gold ein blauer, schräglinker Balken. Die Gemeindefarben sind Blau-Gelb-Rot. Das Wappen wurde durch den Passauer Bischof Urban von Trennbach am 4. Mai 1568 verliehen.

## Persönlichkeiten

### Söhne und Töchter der Gemeinde
- Emil Flatz (1889–1989), Maschinenbauingenieur und Industriemanager
- Christoph Forstner (1598–1667), Kanzler der Grafschaft Württemberg-Mömpelgard
- Franz Xaver Kohlparzer (1798–1855), österreichischer Verwaltungsjurist und Politiker
- Herbert Penzl (1910–1995), österreichisch-amerikanischer Sprachwissenschaftler und Philologe (Anglistik, Germanistik und Indo-Iranistik), Universität Wien, University of Michigan und University of California, Berkeley (unter anderen Wirkungsstätten)
- Willi Sohm (1913–1974), österreichischer Kameramann
- Kurto Wendt (* 1965), Autor und Journalist